# Асирийска източна църква
Асирийската източна църква (пълното ѝ име е Света апостолическа католическа асирийска източна църква, на асирийски език:ܥܕܬܐ ܩܕܝܫܬܐ ܘܫܠܝܚܝܬܐ ܩܬܘܠܝܩܝ ܕܡܕܢܚܐ ܕܐܬܘܪ̈ܝܐ) е една от нехалкедонските църкви и смята себе за най-старото отделно християнско вероизповедание. Води началото си от несторианските църкви, отделили се от православието през 431 г., признава първите 2 вселенски събора.
По самодефиниция Асирийската църква единствена пази завета на Исус и 12-те апостоли без промяна, докато „западните църкви“ (по дефиницията на Асирийската църква тук спадат не само католическата църква и протестантите, но и православните и миафизитските църкви) в по-голяма или в по-малка степен, под влиянието на римската и гръцката философия са променили част от оригиналното исусово учение.
Въпреки че Асирийската източна църква винаги е била мисионерска църква и е привличала вярващи от най-различни народи и етноси, дори и сега по-голяма част от членовете ѝ са от асирийския народ, главно в Близкия изток, и също така в асирийските емигрантски общности, преди всичко в САЩ.
Външните наблюдатели често наричат Асирийската църква под име „Несторианска църква“. Това наименование Асирийската източна църква не използва, защото я смята за неточна, тъй като църквата не е основана от Нестор и много преди Нестор е проповядвала същите учения, каквито и Нестор е проповядвал.
Броят на вярвашите е около 450 хиляди души, които живеят главно в Ирак, Ливан, Сирия и САЩ.
Ръководи се от патриарх Мар Динха IV. От 1933 г. седалището на църквата е в Чикаго, САЩ.
Като богослужебен език използват асирийски, арабски и английски език.

## История
Началото на Асирийската източна църква е във времето на Исус и 12-те апостола. Апостол Свети Тома, 3 години след разпъването на Исус заминава за Царство Едеса, независима тогава държава, спазваща неутралитет спрямо двете тогавашни велики сили в района: Рим и Персия. В Едеса Свети Тома провежда усилена мисионерска дейсност и сред местната еврейска общност и сред неевреите. Независимостта на Едеса от Рим става ключов момент по-късно по време на преследванията срещу християните в Римската империя, защото тогава мнозина християни бягат именно в Едеса, като по този начин числеността на християнската общност там рязко се увеличава.
През 280 г. седалището на църквата се премества в Персия, в град Селусия-Ктесифон, днешното име на града е Салман Пак и се намира в днешния Ирак, на около 30 км от град Багдад.
През 5 век идва нов приток вярващи към Асирийската църква, когато бившият константинополски патриарх Нестор, след като търпи поражение по догматичния спор за същностите на Христос на вселенския събор през 431 г., заминава за Персия с привържениците си, където получават убежище от персийския цар и скоро се присъединяват към Асирийската източна църква. Оттогава името „Несторианска църква“ става популярно название на Асирийската църква, макар че самата църква никога не използва това наименование официално.
През 853 г. седалището на църквата се премества в Багдад.
През 1283 г. седалището на църквата е в Тебриз (Иран), а през 1365 г. в Мосул (Ирак). През 1538 г. седалището се мести отново, този път в Алкош (Ирак).
През 1450 г. се заражда обичай за наследствения характер на патриаршеската длъжност, като новият патриарх става винаги един от племенниците на бившия патриарх. Обичаят е въведен от патриарх Мар Шимун IV и е прекратен чак през 20 век.
През 1552 г. става разкол в Асирийската църква. Част от църквата под новото име Халдейска католическа църква се присъединява към католицизма, като по този начин се изгражда източносирийският униатски (източнокатолически) обред. Предисторията на тази уния е присъединяването към католицизма на вярващи живеещи в Кипър още през 1445 г. – тогава римският папа измисля термина „халдеец“ за тези униати-асирийци.
Самият разкол е причинен поради лични вражди вътре в църквата. Започва остър конфликт сред клира по въпроса кой да стане игумен на манастир Рабан Хормизд в Алкош. След смъртта на патриарх Мар Симун VI, един от неговите племенници е избран за патриарх под име Мар Симун VII. Срещу този избор се разбунтува един от монасите на манастира, Мар Юханан Сулака. Той е избран за игумен на манастира от своите привърженици, обаче няма кой да го ръкоположи поради липса на епископ, поддържащ неговата страна. Католическите мисионери, пребиваващи в района, виждат в този спор отлична възможност за намеса: францисканските монаси изпращат Сулака в Йерусалим, а после и в Рим, където папа Юлий III лично ръкополага Сулака като патриарх на „халдейската“ църква и „патриарх на асирийската нация“. Седалището на новата църква става град Диарбекир (днешна Турция)
Независимата от Рим асирийска църква остава в Алкош. Между двете групировки започва ожесточена борба. Групата от Алкош се опитва да препъне групата от Диарбекир, като и тя влиза в преговори с католиците. През 1778 г. и те влизат в уния с Рим. По този начин се оформя странно положение: Рим се оказва в уния едновременно с две асирийски църкви, които междувременно враждуват помежду си.
Положението се разрешава с това, че патриархът от Диарбекир Мар Шимун Х се отказва от унията с Рим, и възвръща независимостта на църквата си. Той се премества от Диарбекир в Кочанис. Една по-малка част от вярващите остават верни на Рим и продължават в Диарбекир. В Рим изчакват измирането на патриаршеската линия от Диарбекир, което се случва през 1828 г., когато вярващите униати от Диарбекир са подчинени на патриарха от Алкош. По този начин се обединяват в едно вероизповедание всички асирийци-униати: те съществуват под име Халдейска католическа църква, със седалище Багдад, Ирак, това е най-многобройното християнско вероизповедание в Ирак и Иран.
Независимите асирийци преместват седалището си през 1681 г. в град Мосул, в Северен Ирак. Оттам се премества седалището на църквата през 1933 г. в град Morton Grove, предградие на град Чикаго, в САЩ.

## Богословие
Асирийската източна църква отхвърля едновременно учението на монофизитите за обща и единна богочовешка природа на Исус и учението на православни и католици за двете слети и вечно обединени пророди на Исус. Асирийската църква също твърди – както православните и католиците – че Христос има две природи, обаче смята, че макар и вечно обединени, те са и самостоятелни. Поради това, Асирийската църква отхвърля като еретична и антихристиянска наименованието „Богородица“ за Света Дева Мария (тя е наричана Христородица вместо Богородица в асирийското богослужение), тъй като смята Дева Мария за майка само на човешката природа на Христос, а не и на божествената му природа. По същия начин Асирийската църква отхвърля като богохулство твърдението за разпъването на Бога, тъй като на кръста е страдала само човешката природа на Христос, но не и божествената му природа, тъй като тя е всемогъща, следователно не може да бъде предмет на страдание.
Друга особеност на асирийското богословие спрямо другите клонове на християнството е специфичното учение за първородния грях. Според това учение първородният грях не се получава при раждането на човека. Всеки човек се ражда без грях. По-късно обаче детето придобива греха поради действия, които неминуемо извършва.
По отношение на догмата за Светата Троица, Асирийската църква се придържа към Веруюто, определно на Никейския вселенски събор, без промяна, тоест асирийската форма на Веруюто съвпада с тази на православните и монофизитските църкви: „Вярвам в един Бог Отец, Вседържител, Творец на небето и земята, на всичко видимо и невидимо. И в един Господ Иисус Христос, Сина Божи, Единородния, който е роден от Отца преди всички векове, Светлина от Светлина, Бог истинен от Бог истинен, роден, несътворен, единосъщен с Отца, чрез когото всичко е станало, който заради нас, човеците, и заради нашето спасение слезе от небесата и се въплъти от Духа Свети и Дева Мария, и стана човек, и бе разпнат за нас при Понтия Пилата и страда, и бе погребан, и възкръсна в третия ден, според Писанията; и възлезе на небесата, и седи отдясно на Отца; и пак ще дойде със слава да съди живи и мъртви и царството му не ще има край. И в Дух Свети, Господа, Животворящия, който от Отца изхожда, комуто се покланяме и го славим наравно с Отца и Сина, и който е говорил чрез пророците. И в една света, съборна и апостолска Църква. Изповядвам едно кръщение за опрощаване на греховете. Чакам възкресението на мъртвите и живот в бъдещия век. Амин.“
Асирийската източна църква твърди, че главната цел на Христовата църква е предаването на тайнствата, а тайнствата могат да бъдат извършвани само от свещеници, а няма свещеничество без апостолическо упълномощаване. Поради това, Асирийската църква разделя останалите християни на две групи: християнски общности и християнски църкви. Християнски общности за онези деноминации, които макар и да проповядват за Исус, но нямат истинско свещеничество. Християнски църкви са онези деноминации, които имат истинско свещеничество, но в по-малка и в по-голяма степен са променили оригиналното Христово учение: католици, православни, монофизити, англикани.
От 1964 г. Асирийската църква използва грегорианския календар, като подвижните празници се празнуват според юлианския календар.
В Асирийската източна църква има 7 тайнства:
1. Свещеничество – основа на всички останали тайнства, тъй като без свещеничество другите тайнства са невалидни.
2. Кръщение – извършва се с вода, ритуалът се състои от 5 части.
3. Елеосвещение – извършва се с чист зехтин.
4. Евхаристия – състои се от жито и вино.
5. Покаяние.
6. Свещена мая – част от евхаристичния хляб. Единствена Асирийската църква пази това тайнство. Остатъкът от хляба на Исус Христос от последната вечеря е била запазена от Свети Йоан, предаден от него на Свети Тома, който е занесъл хляба в Царство Едеса. В Едеса този хляб се натрошава на парчета и се примесва в маята за евхаристичния хляб. Обичаят се пази, тоест Асирийската църква е единствена, в която има не само духовна, но и физическа връзка между хляба на причастието и хляба на Исус. Обичаят е взет от еврейския обичай „халах“.
7. Благодат на Светия Кръст – от това тайнство се развива в останалите христиняски деноминации тайнството „Брак“. В Асирийската църква това тайнство има по-широк смисъл, макар че и тя използва това тайнство главно при бракосъчетания.

## Богослужение
Голямата особеност на богослужението на Асирийската източна църква е начинът на евхаристията. За разлика от останалите християнски вероизповедания, в евхаристичното богослужение на Асирийската църква липсват думите „яжте, това е моето тяло, пийте, това е моята кръв“. Причината за това е, че църквата използва най-древния евхаристичен текст на Мари и Адай, в който тези думи все още липсвали.
Споменатата апостолическа литургия на Мари и Адай е основната литургия на Асирийската източна църква. Освен нея има и две други литургии, използвани на някои празнични дни:
- Литургия на Нестор[5] – използва се на Богоявление, празниците на Йоан кръстител, на празниците на сирийските църковни отци и по време на постите от Ниниве.
- Литургия на Теодор[6] – използва се Коледните заговезни до Цветница.

## Взаимоотношения с други християнски вероизповедания
Асирийската църква разделя останалите християни на две групи: християнски общности и християнски църкви. Християнски общности за онези деноминации, които макар и да проповядват за Исус, но нямат истинско свещеничество. Християнски църкви са онези деноминации, които имат истинско свещеничество, но в по-малка и в по-голяма степен са променили оригиалното Христово учение: католици, православни, миафизити, англикани.
Асирийската източна църква през 1997 г. отменя анатемата относно останалите клонове на християнството. Оттогава участва в преговори с други християнски деноминации. Водят разговори главно с миафизитските църкви, главно със Сиро-яковитската православна църква, с източноправославната Антиохийска патриаршия, и с Римокатолическата църква.

## Ръководство и адимистративно деление
Асирийската източна църква се дели на три епархии, начело на всяка стои митрополит:
- Ливанско-сирийско-европейска епархия – седалище: Бейрут, Ливан, ръководител: митрополит Мар Нарсай Дебаз
- Индийска епархия – седалище: Трихур, Керала, Индия, ръководител: митрополит Мар Априм Моокен
- Иракско-руска епархия – седалище: Багдад, Ирак, ръководител: митрополит Мар Геваргис Слива

Има и 5 архиерейски наместничества, непринадлежащи към нито една от епархиите. Те са пряко подчинени на патриарха. Това са:
- Архиерейско наместничество САЩ-изток – седалище: Чикаго, САЩ, ръководител: патриарх Мар Динха IV
- Архиерейско наместничество САЩ-запад – седалище: Финикс, Аризона, САЩ, ръководител: епископ Мар Априм Намис
- Архиерейско наместничество Западна Калифорния – седалище: Сан Хосе, Калифорния, САЩ, ръководител: епископ Мар Одиш Орахам и. д.
- Австралийско-новозеландско архиерейско наместничество – седалище: Феърфилд, Нов Южен Уелс, Австралия, ръководител: епископ Мар Меелис Зая
- Канадско архиерейско наместничество – седалище: Торонто, Канада, ръководител: епископ Мар Емануел Йосип
- Техеранско архиерейско наместничество – седалище: Техеран, Иран, ръководител: патриарх Мар Динха IV. и. д.

Висшият ръководен орган на Асирийската източна църква е Светият синод. Светият синод се състои от патриарха, тримата митрополити и седемте епископа.

## Патриарси на Асирийската източна църква
1. Мар Тоома Щлиха (Свети Тома) (33 – 77)
2. Мар Бар Тулмай (Свети Варава) (33)
3. Мар Аддаи (Свети Тадей) (33 – 45)
4. Мар Агаи (45 – 81)
5. Мар Мари (48 – 81)
6. Мар Абрис (90 – 107)
7. I Мар Орахам (130 – 152)
8. I Мар Якоб (172 – 190)
9. Мар Ебид Мшиха (191 – 203)
10. Мар Аху Даву (205 – 220)
11. Мар Шахлупа (224 – 244)
12. Мар Папа Бар Гаггаи (247 – 326)
13. Мар Шимун Бар Саббаи (328 – 341)
14. Мар Шахдост (345 – 347)
15. Мар Бар Башмин (350 – 358)
16. Мар Тумарса (383 – 393)
17. Мар Каиюма (393 – 399)
18. Мар Ешхак (399 – 411)
19. Мар Аххи (411 – 415)
20. I Мар Йолаха (415 – 420)
21. Мар Маана (420)
22. Мар Крабохт (421)
23. I Мар Дадишу (421 – 456)
24. Мар Баваи (457 – 484)
25. Мар Акак (484 – 496)
26. I Мар Баваи (497 – 502)
27. Мар Шила (505 – 523)
28. Мар Нарсаи (524 – 535)
29. Мар Елиша (524 – 538)
30. I Мар Полос (539 – 540)
31. I Мар Аба (540 – 552)
32. I Мар Йосип (552 – 567)
33. I Мар Йосеф (552 – 566)
34. Мар Хазкийил (570 – 581)
35. I Мар Ешуйов (581 – 595)
36. I Мар Соришу (596 – 604)
37. I Мар Грегхор (605 – 608)
38. Мар Бабаи (и. д.) (609 – 628)
39. Мар Аба (и. д.) (609 – 628)
40. II Мар Ешуйов (628 – 644)
41. Мар Иммех (647 – 650)
42. III Мар Ешуйов Кдаявая (650 – 660)
43. I Мар Геваргис (681 – 684)
44. I Мар Йоханнан Бар Марта (684 – 692)
45. I Мар Хнаишу (686 – 693)
46. Мар Сливазха (714 – 728)
47. Мар Петхион (731 – 740)
48. Мар Ава (741 – 751)
49. Мар Сурин (752 – 754)
50. II Мар Якоб (754 – 773)
51. II Мар Хнанишу (774 – 778)
52. I Мар Тимотхеус (780 – 820)
53. Мар Ешо Бар Нон (820 – 824)
54. Мар Геваргис (825 – 832)
55. Мар Соришо (832 – 836)
56. Мар Орахам Маграя (837 – 850)
57. I Мар Тхеадасус (850 – 852)
58. I Мар Саргис Сувая (860 – 872)
59. I Мар Аннуш Дбетх Гармай (873 – 884)
60. II Мар Йоханнан Бар Нарсай (884 – 892)
61. III Мар Йоханнан (892 – 898)
62. IV Мар Йоханнан Бар Огаре (900 – 905)
63. III Мар Орахам Абраза (906 – 937)
64. I Мар Амманоел (937 – 949)
65. Мар Есраел Кархая (961 – 962)
66. I Мар Одишу Гармакая (963 – 986)
67. Мар Мари Атурая (967 – 1000)
68. VI Мар Йоханнан Йоаннис (1001 – 1012)
69. VII Мар Йоханнан Бар Назук (1013 – 1022)
70. IV Мар Ешуйов Бар Езехиел (1023 – 1027)
71. I Мар Елия Терхан (1028 – 1049)
72. VIII Мар Йоханнан Бар Трагала (1049 – 1057)
73. III Мар Сорешу Бар Занбур (1057 – 1072)
74. II Мар Одишу Бар Арс Атурая (1072 – 1090)
75. I Мар Маккиха Бар Шлемон (1092 – 1109)
76. II Мар Елия Бар Макли (1111 – 1132)
77. I Мар Бар Сома (1133 – 1135)
78. III Мар Габбара Мокли (1135 – 1136)
79. III Одишу (1138 – 1147)
80. V Мар ешуйов (1148 – 1175)
81. III Елия Абухалим (1176 – 1190)
82. III Бар Йоалаха Бар Каиюма (1191 – 1222)
83. IV Бар Соришу (1222 – 1226)
84. V Бар Соришу (1226 – 1256)
85. II Мар Маккиха (1257 – 1265)
86. I Мар Динха (1265 – 1281)
87. III Мар Йоалаха Бар Туркайе (1281 – 1318)
88. II Мар Тимотхеус Арбилая (1318 – 1328)
89. II Мар Динха (1329 – 1359)
90. III Мар Динха (1359 – 1368)
91. III Мар Шимун (1389 – 1405)
92. IV Мар Шимун (1437 – 1497)
93. V Мар Шимун (1497 – 1502)
94. V Мар Елия (1502 – 1504)
95. VI Мар Шимун (1504 – 1538)
96. VII Мар Шимун Ешуйов (1538 – 1558)
97. VI Мар Елия Гиваргис (1558 – 1591)
98. VII Мар Елия (1591 – 1617)
99. VIII Мар Елия Шимун (1617 – 1660)
100. IX Мар Елия Йоханнан (1660 – 1700)
101. X Мар Елия Мараугин (1700 – 1722)
102. XI Мар Елия Динха (1722 – 1778)
103. XI Мар Елия Ешуйов (1778 – 1804) – през 1778 уния с Рим
104. X Мар Шимун Елия (1600 – 1638) – нова патриаршеска линия, бивши католици от Халдейска католическа църква
105. XI Мар Шимун Ешуйов (1638 – 1656)
106. XII Мар Шимун Йоалаха (1656 – 1662)
107. XIII Мар Шимун Динха (1662 – 1700)
108. XIV Мар Шимун Шлемон (1700 – 1740)
109. XV Мар Шимун Мухатис Михаил (1740 – 1780)
110. XVII Мар Шимун Орахарн (1820 – 1860)
111. XVIII Мар Шимун Рувел (1860 – 1903)
112. XIX Мар Шимун Бинямин (1903 – 1918)
113. XX Мар Шимун Полус (1918 – 1920)
114. Мар Йосип Хнанишо (и. д.) (1918 – 1920)
115. Мар Абималек Тимотхеус (и. д.) (1920)
116. XX Мар Шимун Ешаи (1920 – 1975)
117. IV Мар Динха Ханания (1976-)